# Olympische Sommerspiele 1960/Teilnehmer (Fidschi)
| Gelbes Symbol für Goldmedaillen mit stilisierten Olympischen Ringen | Graues Symbol für Silbermedaillen mit stilisierten Olympischen Ringen | Braundes Symbol für Bronzemedaillen mit stilisierten Olympischen Ringen |
| ------------------------------------------------------------------- | --------------------------------------------------------------------- | ----------------------------------------------------------------------- |
| —                                                                   | —                                                                     | —                                                                       |

Fidschi nahm an den Olympischen Sommerspielen 1960 in der italienischen Hauptstadt Rom mit zwei Sportlern teil.

## Teilnehmer nach Sportarten

### Leichtathletik
- Sitiveni Moceidreke
100 Meter: Viertelfinale
200 Meter: Vorrunde

- Mesulame Rakuro
Diskuswerfen: Vorkämpfe